# Laurie Lee
Pour les articles homonymes, voir Lee.
Laurence Edward Alan « Laurie » Lee, né le 26 juin 1914 à Stroud et mort le 13 mai 1997 à Slad, est un poète, romancier, et scénariste anglais. Il a été distingué par l'Ordre de l'Empire britannique. 

## Biographie et œuvres
Lee a été élevé dans le village de Slad dans le Gloucestershire.
Son œuvre la plus connue est une trilogie autobiographique  regroupant Rosie, ou le goût du cidre (1959), Un beau matin d'été (1969) et Instants de guerre (1991). Le premier volume traite de sa jeunesse dans l'idyllique vallée de Slad tandis que le deuxième évoque son départ pour Londres et sa première visite en Espagne en 1935-1936. Dans le troisième et dernier volume, Lee raconte son adhésion aux Brigades internationales en décembre 1937.
Il a également écrit d'autres ouvrages dont A Rose for Winter (1955), récit de son voyage en Andalousie quinze ans après la guerre d'Espagne, ou  I Can't Stay Long (1975), une sélection d'essais divers. 